# Pedra de Fröberga
A Pedra de Fröberga (designada oficialmente como Sö 209 Fröberga; pronúncia aproximada /frê-béria/) é uma pedra rúnica com texto e gravuras, datada para a parte final do século XI – durante a Era Viquingue, e colocada à entrada da pequena localidade de Fröberga, na Comuna de Strängnäs, na Södermanland.

## Texto e gravuras
| Transliteração | • uikhiulmbR • auk • auþmuntr • þaÍR • litu • raisa • sten • at • serkiR • broþur • sen • koþna |
| Tradução       | Vighjälm e Ödmund mandaram levantar esta pedra em memória de Suérquero, o seu bom irmão         |
| Gravuras       | Uma cruz em estilo ornamental da época                                                          |
| Comentários    | O autor provável desta pedra rúnica é o gravador de runas Balle.                                |